# Zack Clayton
Zachariah M. „Zack” Clayton (ur. 17 kwietnia 1913, zm. 20 listopada 1997) – amerykański koszykarz, występujący w zespołach niezależnych, członek Koszykarskiej Galerii Sław im. Jamesa Naismitha, baseballista, po zakończeniu kariery zawodniczej sędzia bokserski.
W szkole średniej uprawiał koszykówkę, futbol amerykański, baseball i lekkoatletykę. Uczęszczał następnie do Alabama State College oraz Temple University, zanim został zmuszony zrezygnować z powodów finansowych.
Grał też profesjonalnie w baseball, w Negro Leagues (1931–1946), przeznaczonych dla Afroamerykanów, jako pierwszobazowy. Reprezentował Philadelphia Stars, Bacharach Giants, New York Black Yankees i Philadelphia Giants. Występowali w nich także Jackie Robinson, Larry Doby, czy jego szkolny kolega Roy Campanella.
W tamtych czasach zawodnicy mogli występować w kilku różnych zespołach podczas jednego sezonu. Podczas rozgrywek 1932/1933 Rens wygrali 88 spotkań z rzędu. W sezonie 1942/1943 zespół Washington Bears, którego był zawodnikiem uzyskał bilans 41-0.
Po zakończeniu kariery koszykarskiej pracował jako porucznik w Engine Company 45, w Departamencie Straży Pożarnej w Filadelfii. Oprócz tego przez 40 lat pracował także jako sędzia bokserski. W 1952 został pierwszym afroamerykańskim sędzią bokserskim wagi ciężkiej, miało to miejsce podczas walki – Ezzard Charles vs Joe „Jersey” Walcott. W 1974 sędziował podczas walki „Rumble In The Jungle” – Muhammad Ali  vs. George Foreman. Podczas całej swojej kariery na tym stanowisku, sędziował ponad 200 walk.

## Osiągnięcia koszykarskie
Drużynowe
- Mistrz turnieju World Professional Basketball Tournament (1939, 1943)

Indywidualne
- Zaliczony do:
  - I składu turnieju World Professional Basketball Tournament (1939)
  - II składu turnieju World Professional Basketball Tournament (1943)
  - Koszykarskiej Galerii Sław:
    - im. Jamesa Naismitha (Naismith Memorial Basketball Hall Of Fame – 2017)[1]
    - Filadelfii (1989)
    - New York City

  - Galerii Sław Sportu stanu Pensylwania (1993)